# Idioma maorí
El maorí (māoriⓘ), también conocido como te reo ('el idioma') es una lengua polinesia hablada por los maoríes, la etnia indígena de Nueva Zelanda. Está relacionada con otras lenguas, tales como el maorí de las Islas Cook y el tahitiano. Ganó el reconocimiento de idioma oficial de Nueva Zelanda en 1987. Desde 1945, el número de hablantes ha disminuido drásticamente, aunque hubo esfuerzos gubernamentales para revitalizar el idioma y desde 2015, el idioma ha experimentado un aumento en el número de hablantes.[cita requerida]

## Historia
El maorí fue llevado a Nueva Zelanda por polinesios que se presume vivían en el área de Tahití, y que probablemente llegaron en canoas dobles.
En los últimos 200 años la lengua maorí ha tenido una historia muy dinámica, pasando de ser la lengua predominante en Nueva Zelanda hasta la década de 1860, cuando pasó a ser una lengua minoritaria a la sombra del inglés, que fue traído por los pobladores europeos, misioneros, buscadores de oro y comerciantes.
Hasta la Segunda Guerra Mundial, sin embargo, la mayor parte de los maoríes todavía hablaba el maorí como lengua materna. La veneración era en maorí, así como las reuniones políticas, y también algunos periódicos y literatura eran publicadas en maorí.
Aún en la década de 1930, algunos parlamentarios maoríes fueron perjudicados porque los proyectos de ley eran redactados en inglés. En este período, el número de hablantes comenzó a disminuir rápidamente, hasta antes de la década de 1980 menos del 20 % de los neozelandeses lo hablaban con el nivel suficiente para ser considerados hablantes nativos. Incluso para muchos neozelandeses maoríes, el maorí no era la lengua vernácula.
Alrededor de la década de 1980, los líderes étnicos comenzaron a reconocer los peligros de la pérdida de su lengua y comenzaron a iniciar programas de recuperación de la lengua, como el movimiento Kohanga Reo (Nido del Lenguaje), que sumerge a los niños en el maorí desde la edad preescolar. Este movimiento fue seguido por la fundación de los Kura Kaupapa Maori, un programa de educación primaria, y que finaliza con Wharekura en la educación secundaria. Una característica de este tipo de establecimientos educativos es que solamente el maorí es la lengua aceptada, pues hablar en inglés está mal visto.

## Clasificación
La lengua maorí pertenece a la familia de lenguas austronesias. Un miembro de la rama tahitica de las lenguas polinesias, está más estrechamente relacionado al idioma tahitiano, hablado en Tahití y en las Islas de la Sociedad, y al rarotongano, hablado en las Islas Cook meridionales.

## Distribución geográfica
El maorí es hablado casi exclusivamente en las islas de Nueva Zelanda por un poco más de 100 000 personas, casi todos ellos descendientes maoríes. Las estimaciones del número de hablantes varían: el censo de 1996 informó de 160 000 hablantes, mientras otras estimaciones han reportado un número por debajo de 50 000. El otro país con un significativo número de hablantes maoríes son las Islas Cook, que constituyen un Estado Libre Asociado aunque aún están estrechamente vinculadas con Nueva Zelanda.

## Estatus del idioma
El maorí es uno de los dos idiomas oficiales de Nueva Zelanda, el otro es el inglés. La mayor parte de los departamentos gubernamentales y las agencias ahora tienen nombres bilingües, por ejemplo, el Departamento de Asuntos Internos es conocido como Te Tari Taiwhenua, y los cuerpos como oficinas de administración local y bibliotecas públicas también tienen signos bilingües. El New Zealand Post reconoce nombres de localidades maoríes en las direcciones postales.

## Semana de la lengua maorí
El 27 de julio al 1 de agosto de 2004 se celebró oficialmente la Semana de la Lengua Maorí.[cita requerida]

## Dialectos
aciónbili 

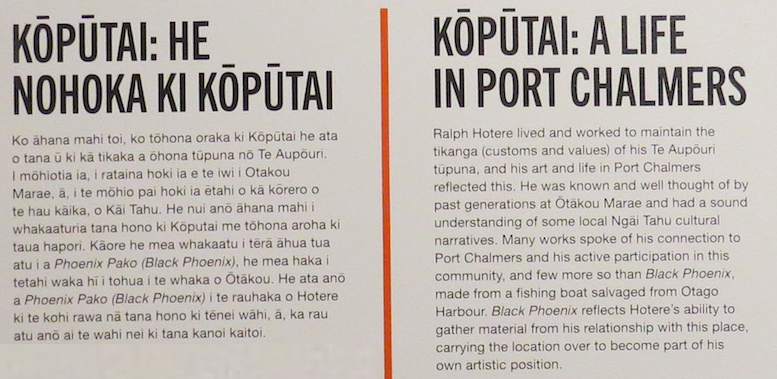
Anotación bilingüe de Maorí-Ingles.

La edición de 1894 de Gramática de la lengua de Nueva Zelanda (por el archidiácono de Auckland, R. Maunsell, LL. D.), describió siete dialectos distintos solamente para la isla norte — Rarawa, Ngapuhi, Waikato, Bahía de la Abundancia, Cabo del Este, Puerto Nicholson–Wanganui, y Wanganui-Mokau — pero mencionó algunas variaciones dentro de algunos de ellos.
Hacia 2004, muchos de los dialectos menores habían disminuido, probablemente casi hasta la extinción. Mientras tanto, los estudiantes más nuevos y los hablantes utilizaban los estándares oficiales o el conocido como «maorí de televisión». Sin embargo, las variantes regionales aparecen todavía en diferentes sitios web y hasta entre hablantes y subtituladores de la televisión local.

## Sustantivos
Comúnmente los sustantivos conservan la misma forma tanto en singular como en plural. El cambio de número está dado por el artículo.

Te = el/la (singular)

- Te whare = la casa

Ngā = los/las (plural)

- Ngā whare = las casas

tētahi = algún

ētahi = algunos/algunas

ētahi whare = algunas casas

He = algún/algunos/algunas

- He whare = algunas casas

Algunas palabras se transforman en plurales agregándole un tohutou (macrón)

- wahine : wāhine = mujer : mujeres

- tipuna : tīpuna = ancestro : ancestros

O el singular es diferente al plural

- tamaiti = niño

- tamariki = niños

Tampoco sufren cambios con el género, al igual que el inglés se sobrentiende según el contexto

- hoa = amigo/amiga

## Sistema de escritura
No hay ningún sistema de escritura nativo para el maorí. Los misioneros hicieron sus primeras tentativas de escribir la lengua utilizando el alfabeto romano en 1814, y el profesor Samuel Lee de la Universidad de Cambridge trabajó con el jefe Hongi Hika y su pariente cercano Waikato, para sistematizar el lenguaje escrito en 1820.
El alfabetismo fue un nuevo concepto apasionante, que el maorí abrazó con entusiasmo. Los misioneros relataron, en los años 1820, que los maoríes en todo el país enseñaron el uno al otro a leer y escribir, usando algunas veces materiales innovadores, como hojas y carbón, esculpiendo la madera, y las pieles curadas de animales, cuando no había papel disponible.
Hubo especulación sobre que los petrogramas, una vez utilizados por los maoríes, evolucionaron en una escritura similar al Rongorongo de la Isla de Pascua, pero no hay ninguna prueba de que estos petrogramas alguna vez evolucionaran hacia un sistema de escritura verdadero.

## Fonología

### Vocales
|             | Anterior | Central  | Posterior |
| ----------- | -------- | -------- | --------- |
| Cerrada     | i iː i ī |          | u uː u ū  |
| Semicerrada | e eː e ē |          | o oː o ō  |
| Abierta     |          | a aː a ā |           |

### Consonantes
|                 | Bilabial | Alveolar | Velar | Glotal |
| --------------- | -------- | -------- | ----- | ------ |
| Oclusiva        | p        | t        | k     |        |
| Fricativa       | ɸ wh     |          |       | h      |
| Nasal           | m        | n        | ŋ ng  |        |
| Vibrante simple |          | ɾ r      |       |        |
| Semivocal       | w        |          |       |        |

## Gramática
Auxiliar + Verbo + Sujeto + Complemento

Ej: Kei te + haere + ahau + ki Pōneke mā runga wakarererangi

Estoy yendo + Yo + a Wellington en avión.
El auxiliar Kei te indica tiempo presente

Ej: Kei te haere ahau ki Pōneke = Estoy yendo a Wellington

El auxiliar Ka Indica Futuro

Ej: Ka haere ahau ki Pōneke = Iré a Wellington

El auxiliar I Indica Pasado

Ej: I haere ahau ki Pōneke = Fui a Wellington

Los verbos no se modifican ni conjugan, independientemente del tiempo de la acción, esa misión la cumple el auxiliar.

### Sujetos
Ahau/au = Yo

Koe = Tú

Ia = Él/ella

Koutou = Ustedes/vosotros

Mātou = Nosotros

Rātou = Ellos

Korua = El oyente y otra persona

Māua = El hablante y otra persona

Rāua = dos personas ajenas a la conversación

Tāua = el hablante y el oyente

### Números
kore = cero

tahi = uno

rua = dos

toru = tres

whā = cuatro

rima = cinco

ono = seis

whitu = siete

waru = ocho

iwa = nueve

tekau =diez

tekau mā tahi = once

rua tekau = veinte

rua tekau ma tahi = veintiuno

kotahi rau = cien

kotahi mano = mil

kotahi miriona = un millón

## Palabras maoríes y su significado en español
El maorí tiene una fonología y fonética muy similar al español y al idioma rapanui, pero muy diferente a la del inglés:

Kia ora = Hola, gracias

Āe = Sí

Kao = No

Tino pai = Muy bien

Tino kino = Muy mal

Ko Rangimarie ahau = Yo soy Paz

He aha te wā? = ¿Qué hora es?

Nō hea koe? = ¿De dónde eres?

Nō Aotearoa ahau = Soy de Nueva Zelanda

Kei te pēhea koe? = ¿Cómo está usted?

Kei te pai ahau = Yo estoy bien

Mōhio koe kei hea a Tamaki Makaurau? = Sabe usted donde está Auckland?

PEPEHA (Tradicional forma de presentación)
muy apreciado entre los maoríes, expresa quiénes son
y de dónde vienen.
| Tēna koutou katoa Ko tōku pēpeha tēnei Ko Ngongotahā te maunga Ko Purenga te awa Ko Rotorua-nui-a-Kahu te moana Ko Rotorua te whenua He kaiako taku mahi Ko Te Arawa te iwi Ko Hurungaterangi te hapu Ko Hurungaterangi te marae Ko Rangimarie tōku ingoa No rēira Tēna koutou, tēna koutou, Tēna koutou katoa | Saludos a todos Este es mi pēpeha Ngongotaha es mi montaña Purenga es mi rio Rotorua es mi lago Rotorua es mi tierra Profesor es mi trabajo Te Arawa es mi Tribu Hurungaterangi es mi subtribu Hurungaterangi es mi mārae Paz es mi nombre Por lo anterior Saludos, saludos, saludos a todos |

## El nombre toponímico más largo del mundo
El Libro Guiness reconoce a Taumatawhakatangihangakōauauotamateaturipukakapikimaungahoronukupokaiwhenuakitanatahu, colina de Nueva Zelanda, con 85 letras, como el nombre toponímico más largo del mundo.